# Pont Charles-Hochart
Le pont Charles-Hochart est un ouvrage d'art à haubans franchissant le Loing, situé en Seine-et-Marne, en France.

## Situation et accès

### Situation générale
Le pont est situé entre les communes de Saint-Pierre-lès-Nemours (rive gauche) et Nemours (rive droite), au nord de celles-ci, et plus largement au sud-ouest du département de Seine-et-Marne.

### Situation routière
Le franchissement s'effectue entre les points de repères no 2 et no 4, vers le no 3, de la route départementale 240.

## Étymologie
L'ouvrage a été baptisé du nom de Charles Lucien Hochart (1944-2005), antiquaire de profession, ancien maire de Nemours de 1983 à 2001 et conseiller général, qui a permis la construction de deux ponts, dont celui-ci, pour le contournement de la ville.

## Historique

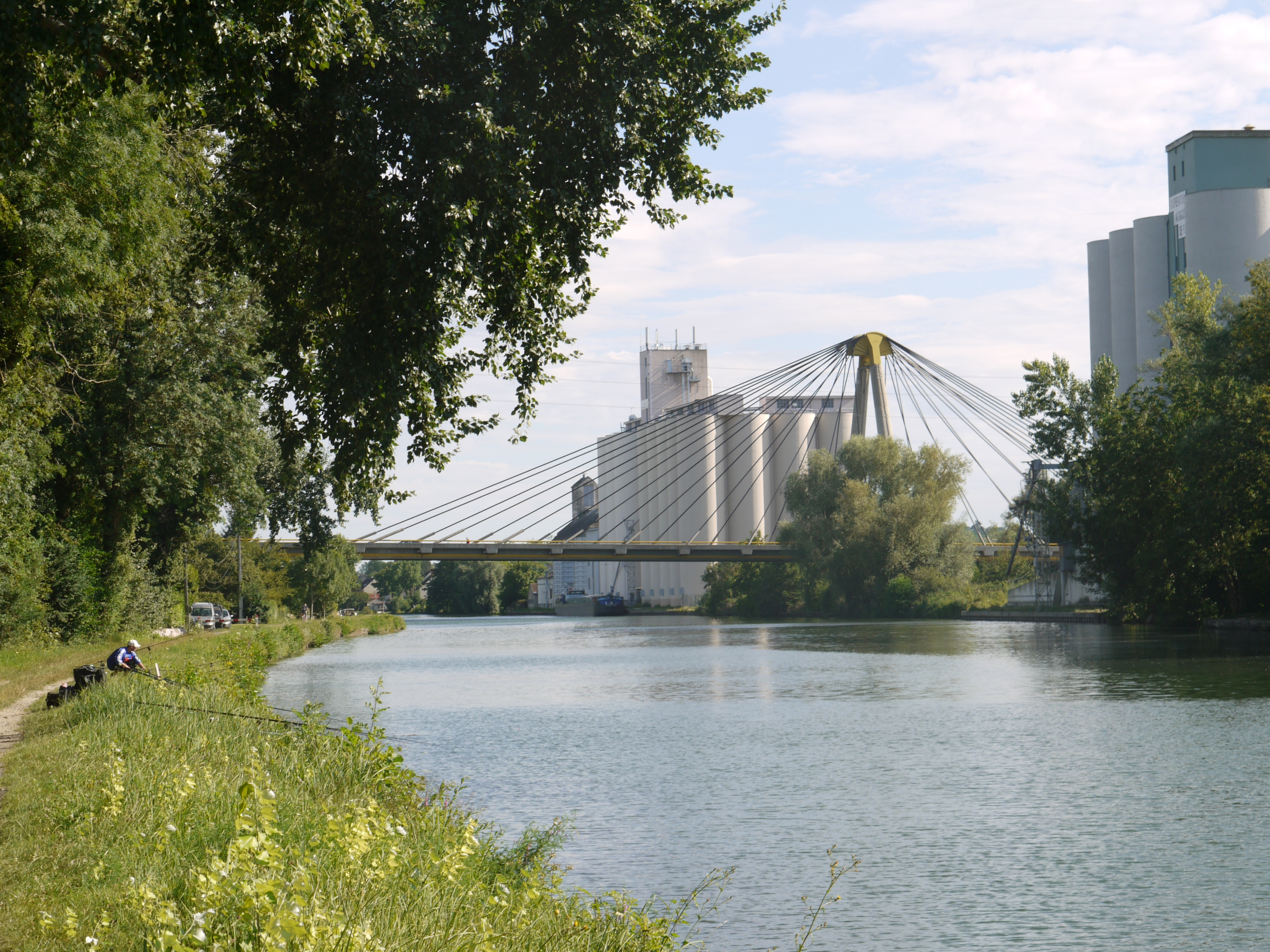
Pont vu depuis l'aval.

Attendu depuis plusieurs dizaines d'années pour délester la route nationale 7 qui passe par le centre-ville de Nemours, ce nouveau pont contournant l'agglomération est construit dans les années 1990 par l'entreprise Demathieu & Bard. Il est ouvert à la circulation dans la première moitié de 1997.
Début 2019, le département envisage de le réparer « d'ici un an et demi » étant donné que « la graisse des fourreaux fuit, il faut garantir la protection anticorrosion ».

## Structure
Le pont s'étend sur 155 m de longueur et 15 m de largeur. Il est divisé de trois travées de 20 m, 115 m et 20 m. Il est composé d'un unique pylône, dont les fûts sont en béton et les selles sont métalliques, auquel sont rattachés 9 paires de haubans ancrés tous les 7,5 m. Le tablier, en béton précontraint, ne dépasse pas les 40 cm d'épaisseur.